# 21 septembre 1907
Le 21 septembre 1907 est le 264e jour de l'année 1907 du calendrier grégorien. Il s'agit d'un samedi.

## Naissances
- Edward Bullard, géophysicien britannique.
- Lloyd Gough, acteur américain.

## Décès
- Rudolf Heinrich Paul Blasius, ornithologue allemand.